# Olsborg
Olsborg est une localité du comté de Troms, en Norvège.

## Géographie
Administrativement, Olsborg fait partie de la kommune de Målselv.